# Jordan Kerr
Jordan Kerr (* 26. Oktober 1979 in Adelaide) ist ein ehemaliger australischer Tennisspieler.

## Karriere
Kerr gewann in seiner Karriere neun Titel auf der ATP World Tour und stand darüber hinaus in sechs weiteren Finals. Insgesamt fünfmal gewann er das Turnier in Newport und ist damit dessen Rekordsieger in der Doppelkonkurrenz. Auf der zweitklassigen Challenger Tour gewann Kerr 20 Titel. Bei Grand-Slam-Turnieren zog er im Doppel mehrfach ins Achtelfinale ein. In der Mixedkonkurrenz erreichte er 2003 in Wimbledon das Halbfinale. Seine höchste ATP-Einzelplatzierung war Platz 356, welche er am 7. August 2000 erreichte, im Doppel schaffte er Platz 25 am 8. Oktober 2007.
2008 repräsentierte Kerr sein Land bei den Olympischen Spielen in Peking, wo er in der Doppelkonkurrenz antrat. Zusammen mit Paul Hanley unterlag er bereits in der Auftaktrunde gegen die Schweden Simon Aspelin und Thomas Johansson mit 6:7, 3:6.

## Erfolge
| Legende (Anzahl der Siege)                           |
| Grand Slam                                           |
| Tennis Masters Cup ATP World Tour Finals             |
| ATP Masters Series ATP World Tour Masters 1000       |
| ATP International Series Gold ATP World Tour 500 (1) |
| ATP International Series ATP World Tour 250 (8)      |
| ATP Challenger Tour (20)                             |

| Titel nach Belag |
| Hartplatz (3)    |
| Sand (1)         |
| Rasen (5)        |
| Teppich (0)      |

### Doppel

#### Turniersiege

##### ATP World Tour
| Nr. | Datum           | Turnier      | Belag         | Partner          | Finalgegner                    | Ergebnis           |
| --- | --------------- | ------------ | ------------- | ---------------- | ------------------------------ | ------------------ |
| 1.  | 13. Juli 2003   | Newport (1)  | Rasen         | David Macpherson | Julian Knowle Jürgen Melzer    | 7:6, 6:3           |
| 2.  | 5. Juli 2004    | Newport (2)  | Rasen         | Jim Thomas       | Grégory Carraz Nicolas Mahut   | 6:3, 6:75, 6:3     |
| 3.  | 19. Juli 2004   | Indianapolis | Hartplatz     | Jim Thomas       | Wayne Black Kevin Ullyett      | 6:77, 7:63, 6:3    |
| 4.  | 4. Juli 2005    | Newport (3)  | Rasen         | Jim Thomas       | Graydon Oliver Travis Parrott  | 7:65, 7:65         |
| 5.  | 23. April 2007  | Casablanca   | Sand          | David Škoch      | Łukasz Kubot Oliver Marach     | 7:6, 1:6, [10:4]   |
| 6.  | 9. Juli 2007    | Newport (4)  | Rasen         | Jim Thomas       | Nathan Healey Igor Kunizyn     | 6:3, 7:5           |
| 7.  | 7. Oktober 2007 | Tokio        | Hartplatz     | Robert Lindstedt | Frank Dancevic Stephen Huss    | 6:4, 6:4           |
| 8.  | 1. März 2008    | Zagreb       | Hartplatz (i) | Paul Hanley      | Christopher Kas Rogier Wassen  | 6:3, 3:6, [10:8]   |
| 9.  | 12. Juli 2009   | Newport (5)  | Rasen         | Rajeev Ram       | Michael Kohlmann Rogier Wassen | 6:76, 7:67, [10:6] |

##### ATP Challenger Tour
| Nr. | Datum              | Turnier      | Belag         | Partner          | Finalgegner                               | Ergebnis       |
| --- | ------------------ | ------------ | ------------- | ---------------- | ----------------------------------------- | -------------- |
| 1.  | 16. Juli 2000      | Bristol      | Rasen         | Damien Roberts   | Noam Behr Eyal Erlich                     | 6:3, 1:6, 6:3  |
| 2.  | 20. August 2000    | Brixen       | Sand          | Damien Roberts   | Marcelo Charpentier Diego del Río         | 7:63, 7:5      |
| 3.  | 27. August 2000    | Manerbio     | Sand          | Damien Roberts   | Bernardo Mota Ladislav Švarc              | 7:61, 6:4      |
| 4.  | 15. Juli 2001      | Scheveningen | Sand          | Grant Silcock    | Brandon Coupe Tim Crichton                | 6:3, 6:4       |
| 5.  | 11. August 2001    | Pozoblanco   | Hartplatz     | Grant Silcock    | Emilio Benfele Álvarez Michaël Llodra     | 6:3, 5:7, 6:3  |
| 6.  | 9. September 2001  | Kiew         | Sand          | Grant Silcock    | Kirill Iwanow-Smolenski Vadim Kutsenko    | 6:1, 7:63      |
| 7.  | 16. Februar 2003   | Lübeck       | Teppich (i)   | Ota Fukárek      | Robert Lindstedt Fredrik Loven            | 6:3, 3:6, 6:3  |
| 8.  | 27. April 2003     | León         | Hartplatz     | Ota Fukárek      | Alex Bogomolow Alejandro Hernández        | 4:6, 6:3, 6:4  |
| 9.  | 7. Februar 2004    | Dallas       | Hartplatz (i) | Todd Perry       | Rik De Voest Eric Taino                   | 7:5, 6:3       |
| 10. | 25. April 2004     | Bermuda (1)  | Sand          | Tom Vanhoudt     | Ashley Fisher Stephen Huss                | 4:6, 6:4, 7:66 |
| 11. | 17. April 2005     | Bermuda (2)  | Sand          | Sebastián Prieto | Michal Tabara Tomáš Zíb                   | kampflos       |
| 12. | 15. Mai 2005       | Prag (1)     | Sand          | Sebastián Prieto | Travis Parrott Rogier Wassen              | 6:4, 6:3       |
| 13. | 5. Juni 2005       | Surbiton (1) | Rasen         | Jim Thomas       | Richard Barker William Barker             | 6:2, 6:4       |
| 14. | 11. Juni 2006      | Surbiton (2) | Rasen         | Jim Thomas       | Wayne Arthurs Chris Guccione              | 6:2, 6:4       |
| 15. | 7. April 2007      | Monza        | Sand          | Nathan Healey    | Ricardo Hocevar Alexandre Simoni          | 6:4, 6:3       |
| 16. | 21. April 2007     | Marrakesch   | Sand          | Tomáš Cibulec    | Leoš Friedl Michal Mertiňák               | 6:2, 6:4       |
| 17. | 13. Mai 2007       | Prag (2)     | Sand          | Tomáš Cibulec    | Leoš Friedl David Škoch                   | 6:4, 6:2       |
| 18. | 24. Juli 2011      | Lexington    | Hartplatz     | David Martin     | James Ward Michael Yani                   | 6:3, 6:4       |
| 19. | 13. Mai 2012       | Athen        | Hartplatz     | Andre Begemann   | Gerard Granollers Alexandros Giakoupovits | 6:2, 6:3       |
| 20. | 15. September 2013 | Istanbul     | Hartplatz     | Jamie Delgado    | James Cluskey Adrián Menéndez             | 6:3, 6:2       |

#### Finalteilnahmen
| Nr. | Datum            | Turnier      | Belag         | Partner       | Finalgegner                    | Ergebnis         |
| --- | ---------------- | ------------ | ------------- | ------------- | ------------------------------ | ---------------- |
| 1.  | 31. Januar 2005  | Delray Beach | Hartplatz     | Jim Thomas    | Simon Aspelin Todd Perry       | 3:6, 3:6         |
| 2.  | 10. Mai 2009     | München      | Sand          | Ashley Fisher | Jan Hernych Ivo Minář          | 4:6, 4:6         |
| 3.  | 26. Juli 2009    | Indianapolis | Hartplatz     | Ashley Fisher | Ernests Gulbis Dmitri Tursunow | 4:6, 6:3, [9:11] |
| 4.  | 11. Oktober 2009 | Tokio        | Hartplatz     | Ross Hutchins | Julian Knowle Jürgen Melzer    | 2:6, 7:5, [8:10] |
| 5.  | 17. Januar 2010  | Sydney       | Hartplatz     | Ross Hutchins | Daniel Nestor Nenad Zimonjić   | 3:6, 6:75        |
| 6.  | 21. Februar 2010 | Memphis      | Hartplatz (i) | Ross Hutchins | John Isner Sam Querrey         | 4:6, 4:6         |